# 加藤敬三郎

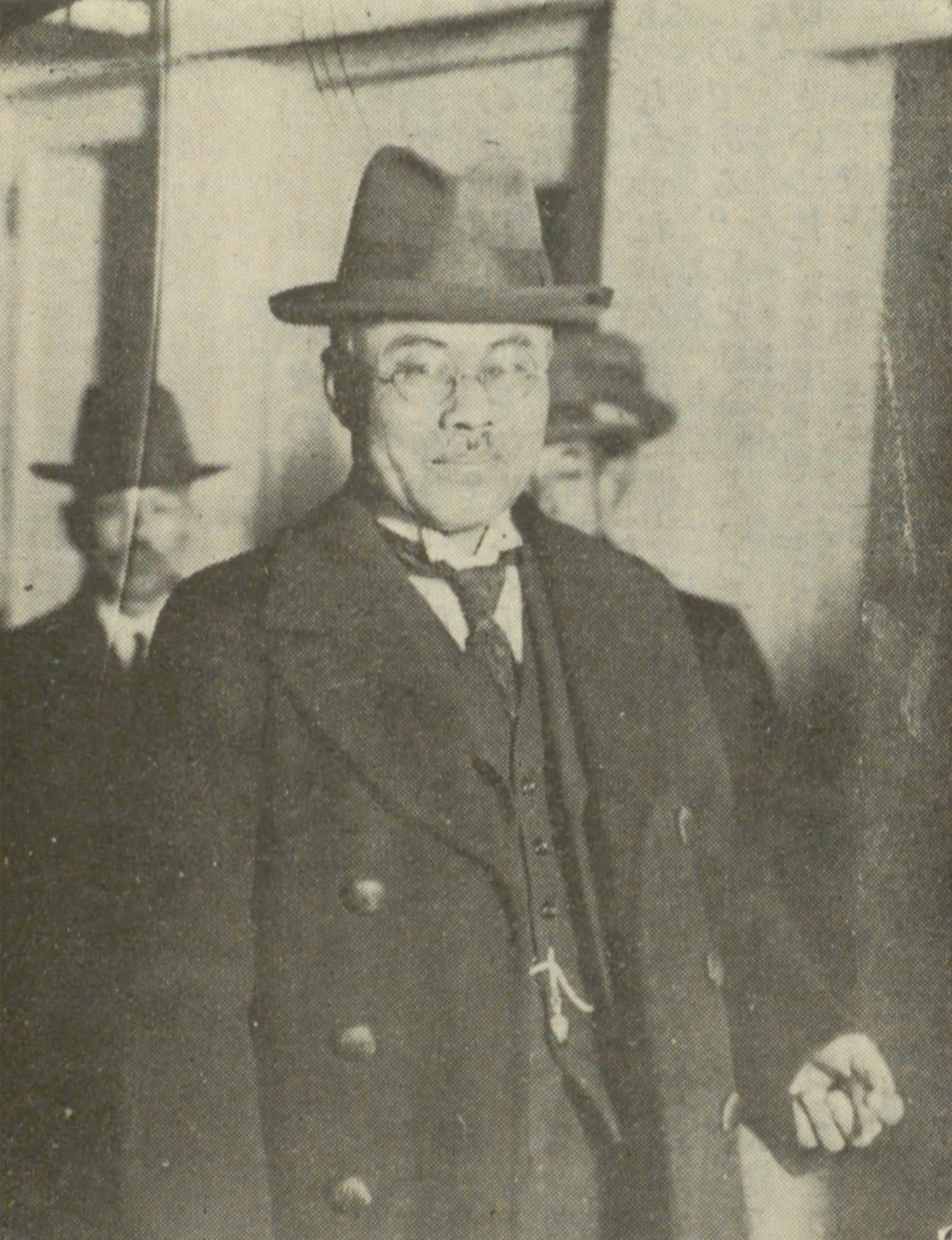
加藤敬三郎

加藤 敬三郎（かとう けいさぶろう、1873年（明治6年）4月19日 - 1939年（昭和14年）12月3日）は、日本の逓信官僚、銀行家、政治家。北海道拓殖銀行頭取、朝鮮銀行総裁、貴族院議員。旧姓・川村。

## 経歴
愛知県出身。川村浩の三男として生まれ、加藤厚寛の養子となる。1897年（明治30年）7月、私立日本法律学校（現日本大学）を卒業。同年12月、文官高等試験行政科試験に合格。1898年（明治31年）2月、逓信省に入り通信書記として電務局に配属された。
1898年11月、福島郵便電信局長に就任。以後、岡山郵便電信局長、長崎郵便電信局監理課長、通信事務官、金沢郵便電信局監理課長、大阪郵便電信局監理課長、宇都宮郵便電信局長、一等郵便局長などを歴任。日露戦争を迎え、1904年（明治37年）2月、軍郵便部長に発令され、同年3月、第1軍に従軍。
1906年（明治39年）3月、仙台郵便局長となる。以後、日本大博覧会事務官、高松郵便局長、神戸逓信管理局長、九州逓信局長などを歴任し、1913年（大正2年）10月に退官。
1913年10月、日本勧業銀行発行課長となり、調査課長、理事を歴任。その後、北海道拓殖銀行頭取、朝鮮銀行総裁を務める。
1938年（昭和13年）1月7日、貴族院勅選議員に任じられ、研究会に属し死去するまで在任。墓所は多磨霊園。